# Anna Wójcik-Gładysz
Anna Katarzyna Wójcik-Gładysz – polska doktor habilitowana nauk rolniczych, profesor Instytutu Fizjologii i Żywienia Zwierząt im. Jana Kielanowskiego Polskiej Akademii Nauk, specjalistka w zakresie endokrynologii i fizjologii zwierząt.

## Życiorys
Absolwentka VI Liceum Ogólnokształcącego im. Tadeusza Reytana w Warszawie (1988) i studiów wyższych na Wydziale Biologii Uniwersytetu Warszawskiego (1994, praca magisterska Wpływ melatoniny i kortykosteronu na czynność szyszynki kogutków rasy Astra S, promotor Krystyna Skwarło-Sońta). 30 czerwca 1999 uzyskała stopień naukowy doktora nauk rolniczych w Instytucie Fizjologii i Żywienia Zwierząt im. Jana Kielanowskiego PAN na podstawie rozprawy Wpływ odżywiania białkowego na regulację sekrecji hormonów osi somatotropowej u owcy. Pośrednicząca rola neuropeptydu Y (promotor Joanna Polkowska), a 22 lutego 2013 habilitowała się na Wydziale Hodowli i Biologii Zwierząt Uniwersytetu Przyrodniczego w Poznaniu na podstawie pracy Neuromodulacyjne oddziaływanie neuropeptydu Y i leptyny na aktywność osi gonadotropowej i somatotropowej u owcy.
Pełni funkcję profesora Instytutu Fizjologii i Żywienia Zwierząt im. Jana Kielanowskiego PAN. Prowadzi badania z zakresu neuroendokrynologii i regulacji hormonalnej łaknienia u zwierząt.
W 2015 została odznaczona Brązowym Krzyżem Zasługi.